# Ci perdiamo in tanti
Ci perdiamo in tanti è un album discografico del cantante italiano Bungaro, pubblicato nel 1992 dalla RCA/BMG Ariola.

## Tracce

### Lato A
1. Credo
2. Persi per amore
3. Voglio sentirmi libero
4. Se camminerai

### Lato B
1. Chissà se cambierà
2. A lume di candela
3. Non ci lasceremo mai
4. Schiaffi morali
5. Se fossi un altro uomo

## Formazione
- Bungaro – voce, cori
- Gianni Morandi – voce, cori
- Paolo Amati – tastiera, programmazione[1]
- Cesare Chiodo – basso
- Alfredo Golino – batteria
- Stefano Cenci – tastiera, cori
- Andrea Amati – tastiera, programmazione, basso, chitarra elettrica[2]
- Riccardo Galardini – chitarra acustica
- Gianni Parinazzi – tastiera, programmazione
- Mario Manzani – chitarra elettrica
- Francesca Balestracci, Serena Balestracci, Massimo Rastrelli – cori